# Untere Weißgerberstraße
Die Untere Weißgerberstraße ist eine Straße im 3. Wiener Gemeindebezirk Landstraße. Sie wurde 1862 zur Namenswahrung der ehemaligen Vorstadt Weißgerber benannt, sie bildet die Verlängerung von deren ehemaliger Hauptstraße (heute Obere Weißgerberstraße).
Im 18. Jahrhundert scheint die Straße als Gärtnergasse auf und ist größtenteils noch unverbaut. Auf dem Bezirksplan von Carl Graf Vasquez aus der Zeit um 1830 sind ebenfalls noch wenige Bauten und hauptsächlich Gärten zu sehen, sie ist als Untere Gärtnergasse bezeichnet.

## Lage und Charakteristik
Die Straße wird im Nordwesten durch die Verbindungsbahn (heute Schnellbahnstammstrecke) von der Oberen Weißgerberstraße abgetrennt und führt in annähernd gerader Linie Richtung Südosten, wo sie in die Rasumofskygasse mündet, kurz bevor diese in die Rotundenbrücke übergeht. Sie verläuft parallel zur Weißgerberlände im Osten und nähert sich der im Westen ebenfalls Richtung Südosten verlaufenden Löwengasse an, ohne auf diese zu treffen.
Im ersten Häuserblock ist die Straße stark durch Bauten aus der Nachkriegszeit charakterisiert, mit der (allerdings prägenden) Ausnahme des KunstHauses. Ab der Krieglergasse ist die Bebauung auf der geraden Seite überwiegend strenghistoristisch mit einigen Nachkriegsbauten, die ungerade Seite bis zur Paracelsusgasse macht allerdings den städtebaulichen Wert der Straße aus, da sie zu einem fast geschlossenen Ensemble späthistoristischer Häuser gehört.
Ab den Nrn. 11A (ungerade Seite) bzw. 12 (gerade Seite) sind die Bauten der Straße vollständig in der von der Stadt Wien definierten baulichen Schutzzone Untere Weißgerber enthalten.

## Kunst Haus Wien
Das bis zur Weißgerberlände reichende Kunst Haus Wien ist ein Museum. Um 1890 als Möbelfabrik der Firma Thonet errichtet, wurde der ganze Gebäudekomplex 1990/91 von Friedensreich Hundertwasser in Zusammenarbeit mit Peter Pelikan umgestaltet und in einem entsprechenden Stil mit farbiger Keramik und Mosaiken dekoriert. Ebenfalls programmatisch ist die Einbeziehung von Pflanzen („Baummietern“) in die Architektur und die Unebenheit der Böden, die der Ablehnung der „geraden Linie“ seitens Hundertwassers entspricht. Im obersten Stockwerk hatte Hundertwasser seine Atelierwohnung mit bewaldeter Dachterrasse.
In mehreren Stockwerken gibt es neben einer Dauerausstellung, die den Werken Hundertwassers gewidmet ist, wechselnde Sonderausstellungen verschiedener Künstler, überwiegend aus dem Bereich der Fotografie.

## Späthistoristisches Ensemble
Zwischen Krieglergasse und Paracelsusgasse gehören die Bauten auf der ungeraden Seite zu einem nahezu geschlossenen Ensemble späthistoristischer Bauten mit meist bereits secessionistisch beeinflussten Dekor, die ab 1910 entstanden sind. Zu diesem Ensemble gehört auch der entsprechende Abschnitt an der Weißgerberlände und Bauten in den die beiden Straßen verbindenden Quergassen. So gut wie alle dieser Bauten sind gleichzeitig in den Jahren 1910/11 entstanden. Sehr ähnliche Stilmerkmale hat auch der etwas früher (1906–1911) entstandene nahegelegene Rudolf-von-Alt-Platz.
- Nr. 15 (Krieglergasse 17–19, Weißgerberlände 18) wurde von Hans Schimitzek 1911 erbaut. Das im Heimatstil erbaute Haus wird durch flache Erker und mehrere Dachgiebel gegliedert.

- Nr. 17 (Krieglergasse 16) wurde 1914 von Karl Haybäck erbaut. Das monumentale dorische Portal ist vom Neoklassizismus beeinflusst.

- Ebenfalls von Haybäck 1914 stammt das Nebenhaus Nr. 19. Die monumentale Fassade weist flache, polygonale Erker sowie einen Dreiecksgiebel über den mittleren drei Achsen auf, die darüber hinaus durch Riesenpilaster betont werden. Das Portal ist pilastergerahmt und hat einen geschwungenen Giebel. Im Hausflur befinden sich ein Portraitrelief von Kaiser Franz Joseph und Kaiser Wilhelm, darüber eine allegorische Szene: Austria und Hungaria reichen Germania die Hand, darunter die Jahreszahl 1915. Gegenüber befindet sich ein Relief mit den Wappen der Mittelmächte und des Osmanischen Reiches.

- Nr. 21 (Custozzagasse 11) stammt von Anton Schwertmann aus dem Jahr 1914. Die drei Hauptgeschoße sind durch Riesenpilaster mit Girlandenkartuschen geordnet, die Ornamentik ist von der Wiener Werkstätte beeinflusst.

- Nr. 37 stammt aus dem Jahr 1911 von Julius Müller. Die mittlere Achse und die beiden Seitenachsen sind durch flache Giebel und Fenstersuprapositionen hervorgehoben.

- Nr. 39 (Hetzgasse 45) wurde 1911 von Anton Schwertmann erbaut. Der Bau ist durch eine runde Ecklösung und flachen, mit Gitterbalkonen bekrönten Erkern charakterisiert. Eine Glasmalerei im Stiegenhaus zeigt die Rotundenbrücke (damals Sophienbrücke) im Jahr 1832.

- Nr. 41 (Hetzgasse 42) wurde 1910 von Alois Lefler und Anton Schwertmann erbaut. Die Ornamentik ist barockisierend-secessionistisch, ein auffälliges Element ist der turmartige Dachaufbau mit Säulenlaterne an der abgerundeten Ecke. In diesem Haus gibt es einen Ausstellungsraum für die Architektin Margarete Schütte-Lihotzky[6]

- Nrn. 43 und 45 (Bubi-Hof und Mädi-Hof) wurden 1911/12 von Erwin Raimann erbaut. Die Häuser sind durch flache Erker, Gitterbalkone und Girlandendekor charakterisiert.

- Nr. 47 (Kegelgasse 41) wurde 1911 von Alois Lefler erbaut. Der Bau ist betont flach gehalten und weist eine Eckattika auf. Daran schließt auch das von den Gebrüdern Anton und Josef Drexler im selben Jahr erbaute Haus Kegelgasse 43 an. Die Seitenachsen sind giebelartig erhöht, die mittleren Achsen haben in den Obergeschoßen Riesenpilaster. Die Ornamentik besteht aus Kartuschen, Girlanden und Masken.

- Nr. 49 (Kegelgasse 42) stammt aus dem Jahr 1911 von den Gebrüdern Drexler. Die Fassaden sind flach gehalten, die Dekorelemente sind barockisierend.

Vier Bauten aus dieser Zeit befinden sich auf der geraden Seite:
- Die 1912 entstandene Löwengarage (Nr. 38, Kegelgasse 37, Blütengasse 14–16) dient heutzutage als Souvenirshop-Zentrum des Hundertwasserhauses und wurde in den 1980er-Jahren entsprechend umgebaut und dekoriert.

- Paracelsusgasse 7 (Nr. 46) wurde 1910 von Richard Stransky erbaut. Der Baukörper ist flach mit barockisierend-secessionistischer Ornamentik.

- Paracelsusgasse 8 (Nr. 44) stammt von den Gebrüdern Drexler. Ein auffälliges Element die großen Giebelbauten.

- Nr. 48 stammt aus dem Jahr 1911 von Gustav Holaubek.[7]

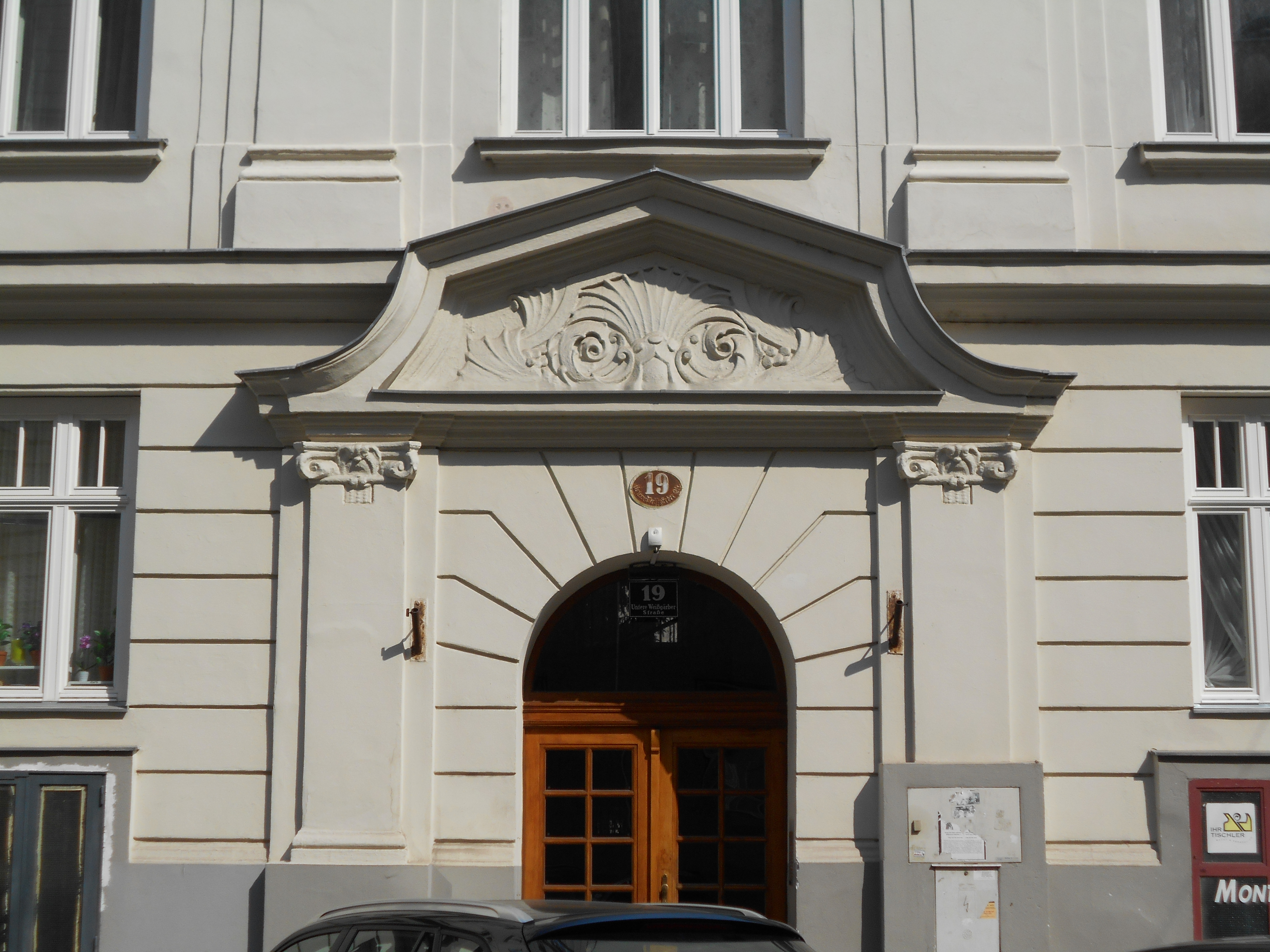
Portal von Nr. 19
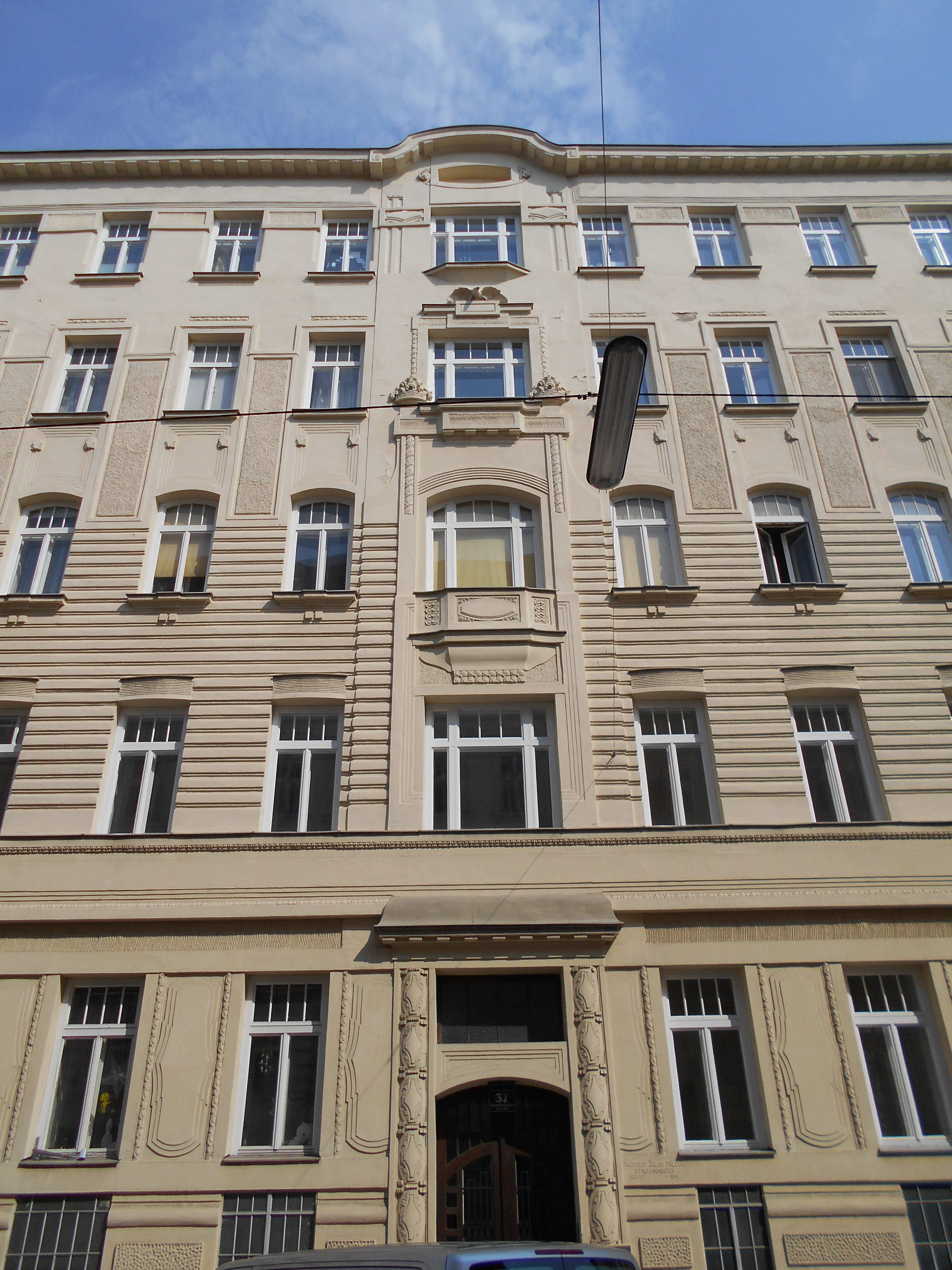
Nr. 37
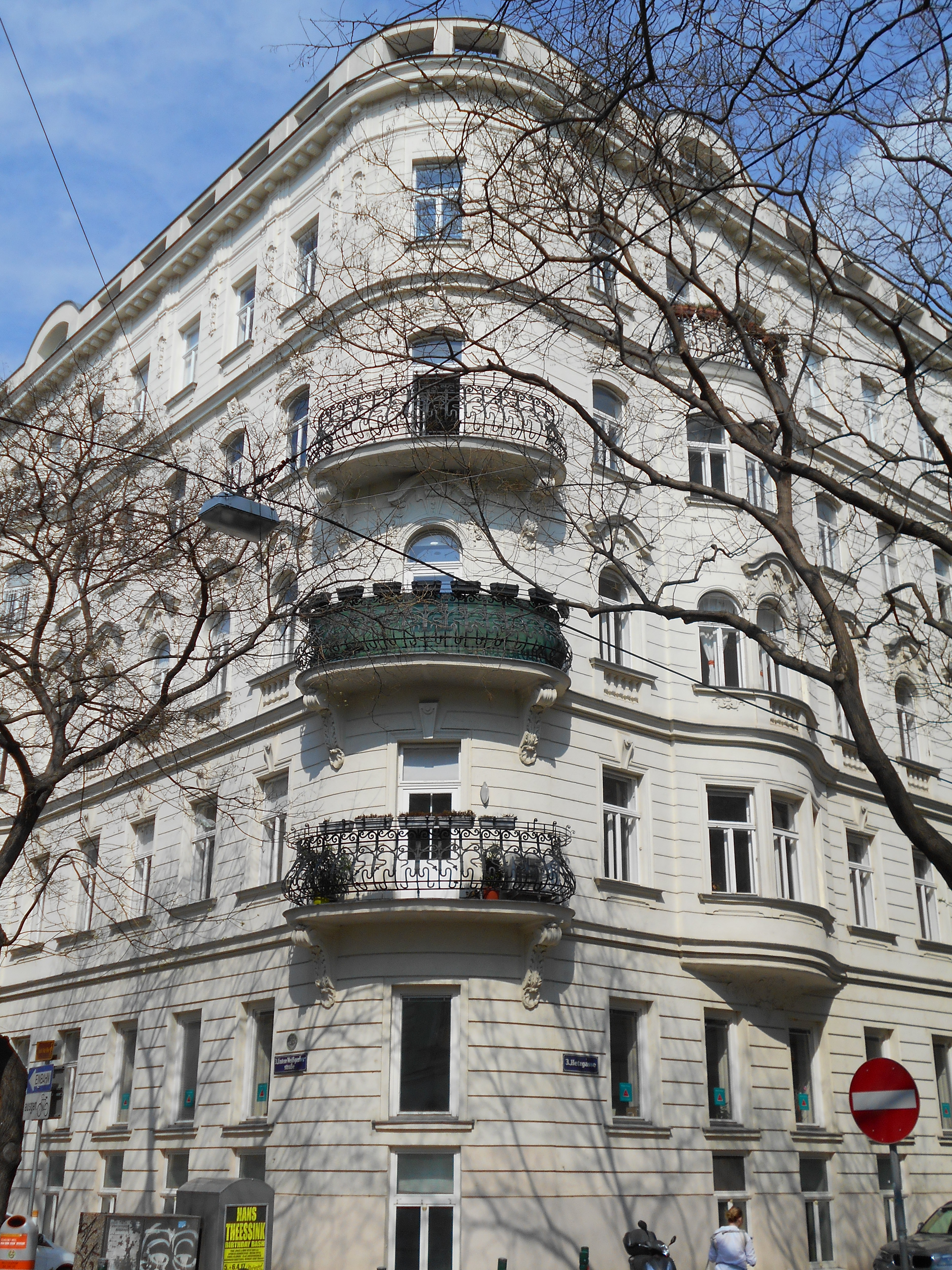
Nr. 39
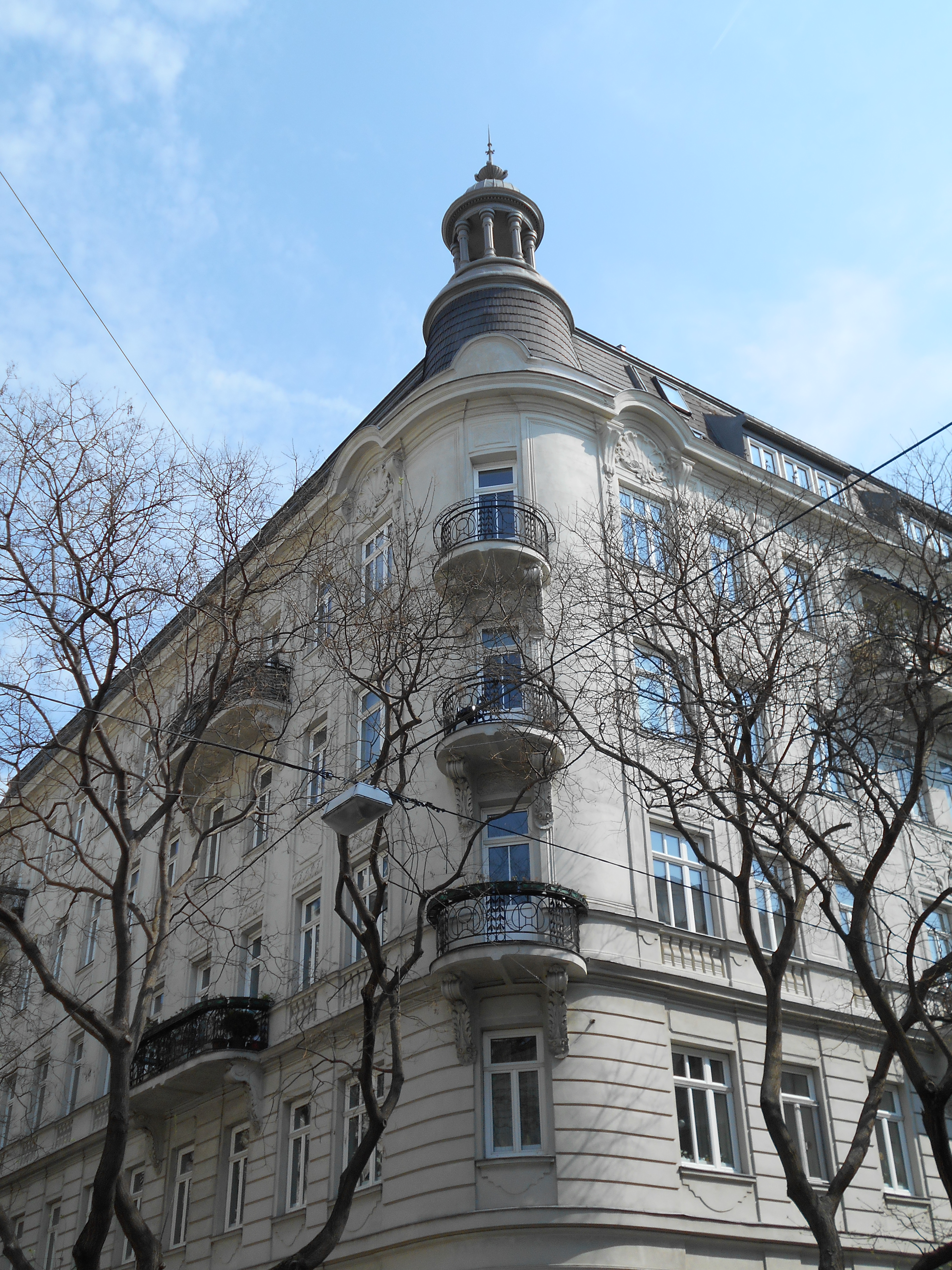
Nr. 41
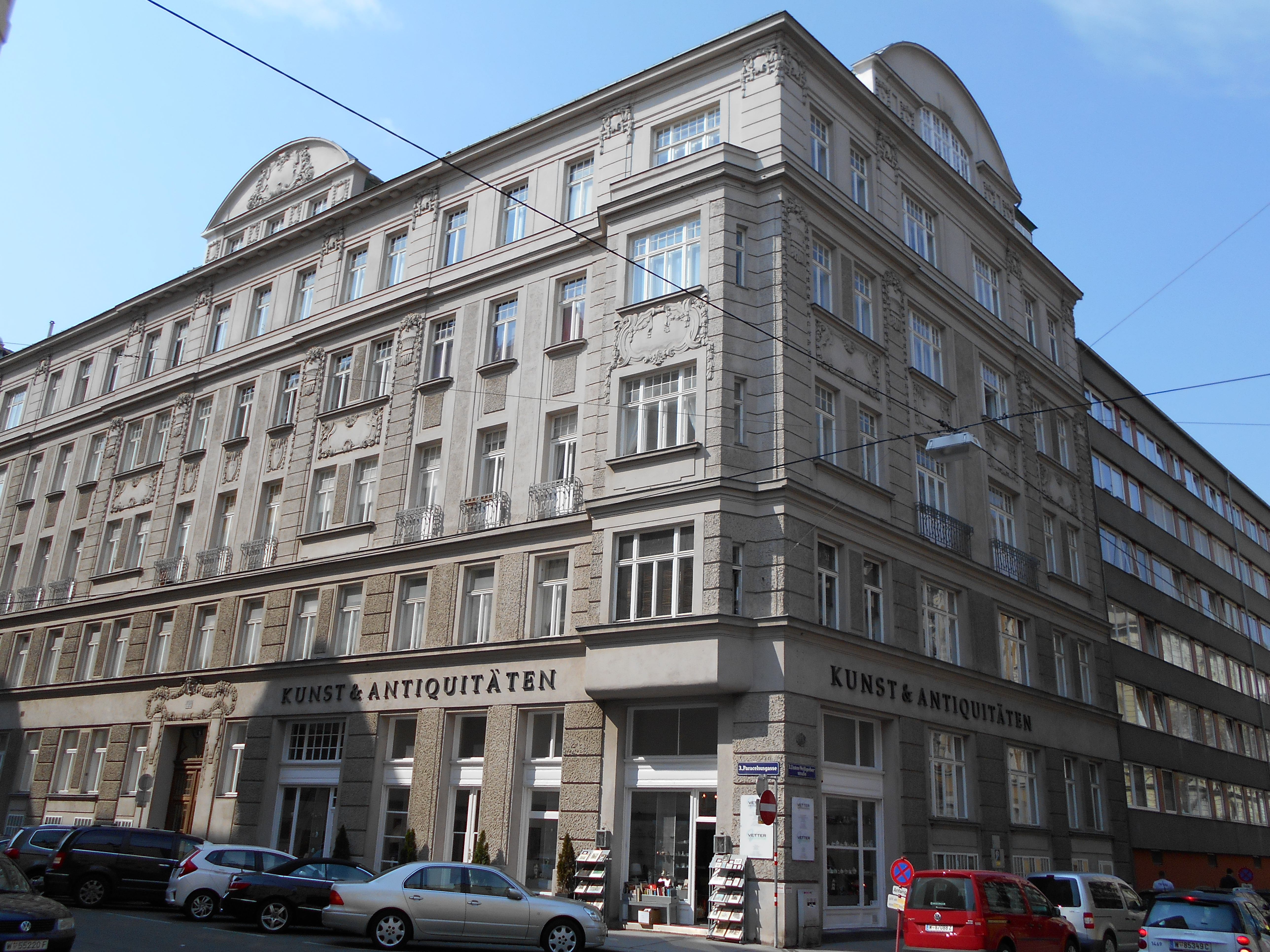
Nr. 44
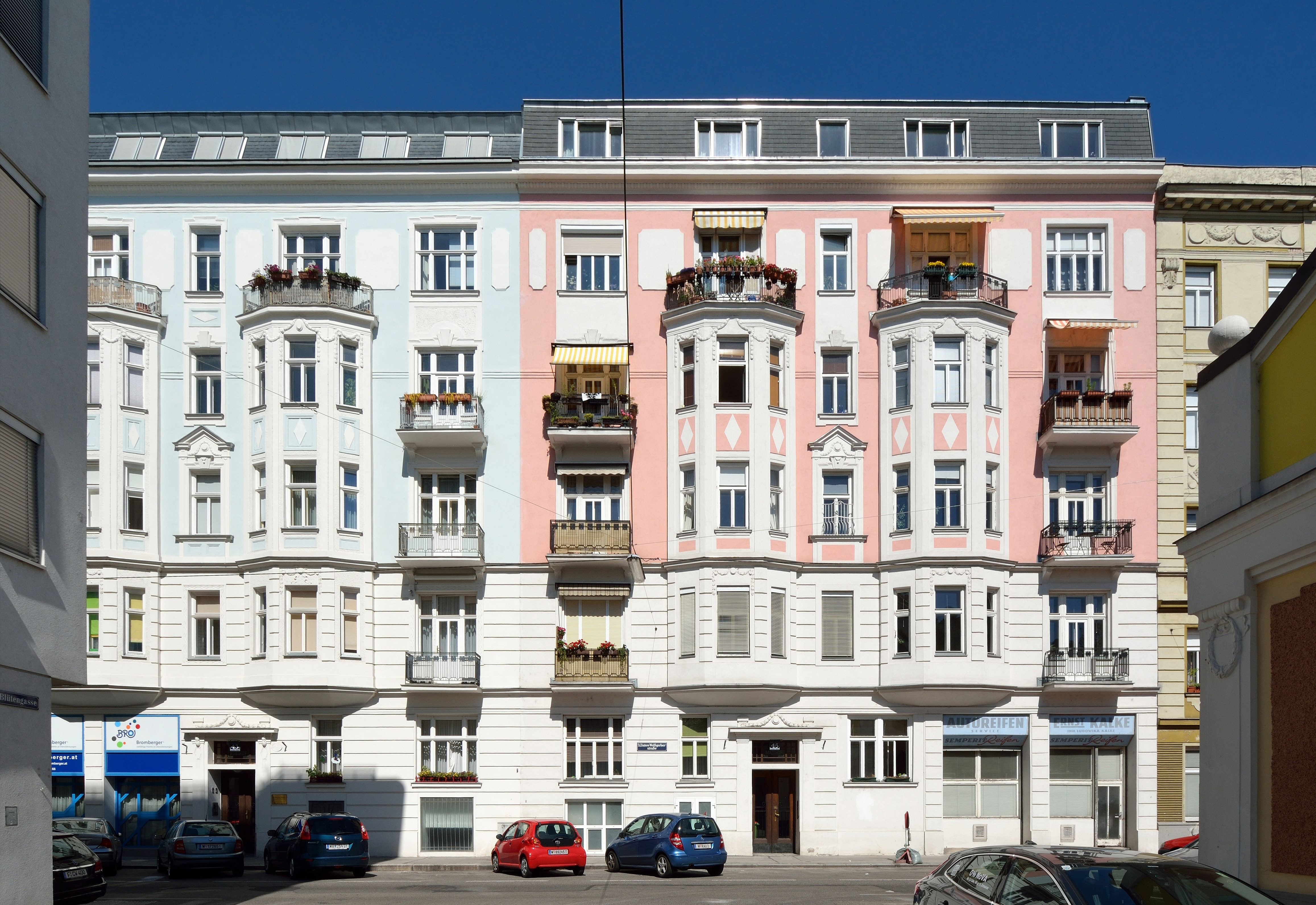
Bubi-Hof (links) und Mädi-Hof
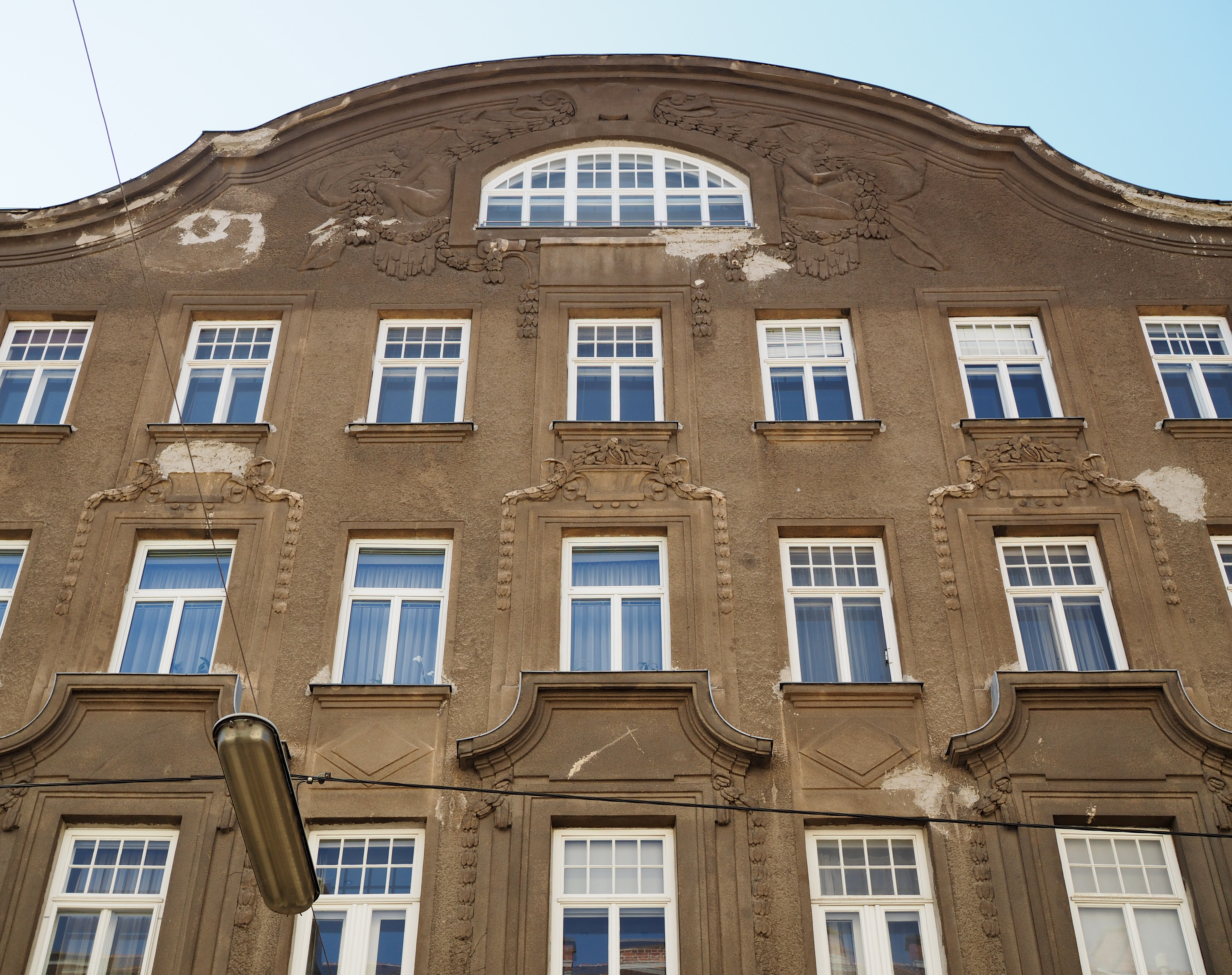
Nr. 48
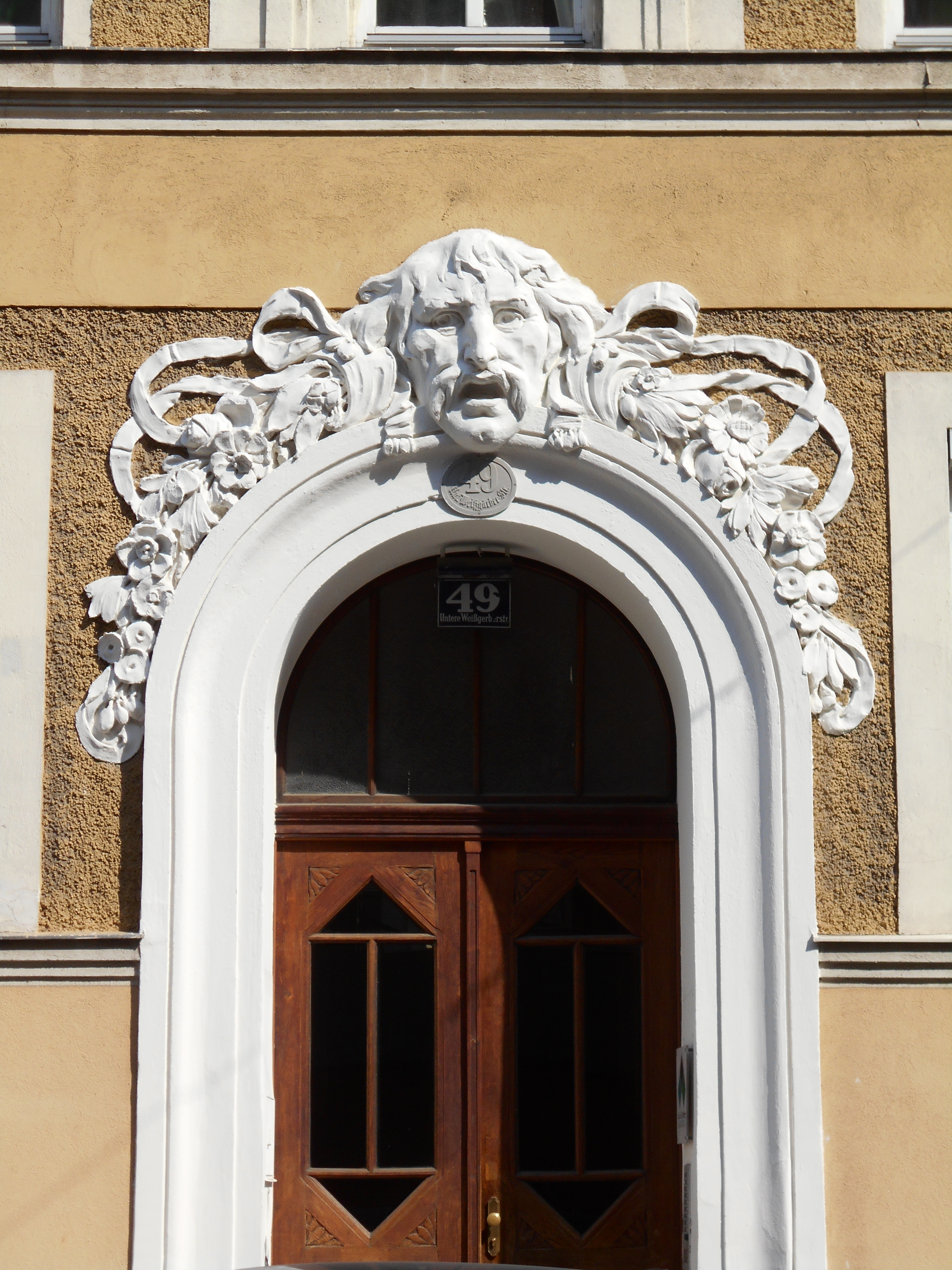
Portal von Nr. 49

## Gemeindebauten
In der Unteren Weißgerberstraße gibt es vier Gemeindebauten, drei davon aus der Zeit nach 1945.
- Nr. 4 wurde 1986–1988 von Peter Koban erbaut. Die Fassade ist durch farbige Keramikplatten in Braun- und Blautönen akzentuiert.[8]

- Nr. 18 wurde 1969–1971 erbaut. Davor steht die Natursteinplastik Komposition von Franz Xaver Hauser.[9]

- Nr. 23–35 (Weißgerberlände 30–36) wurde 1930/31 von Friedrich Schlossberg erbaut. Die Geschäftslokale dienen nunmehr als Lager des KunstHauses und wurden von Hundertwasser entsprechend dekoriert.[10]

- Nr. 53–59 wurde 1950/51 von Alfons Hetmanek erbaut. An der Gebäudeecke befindet sich ein zweiteiliges Mosaik Schrebergartenleben von Robert Aigner - zur Paracelsusgasse hin mit einem Frühlingsmotiv, zur Unteren Weißgerbstraße hin mit einem Herbstmotiv.[11]

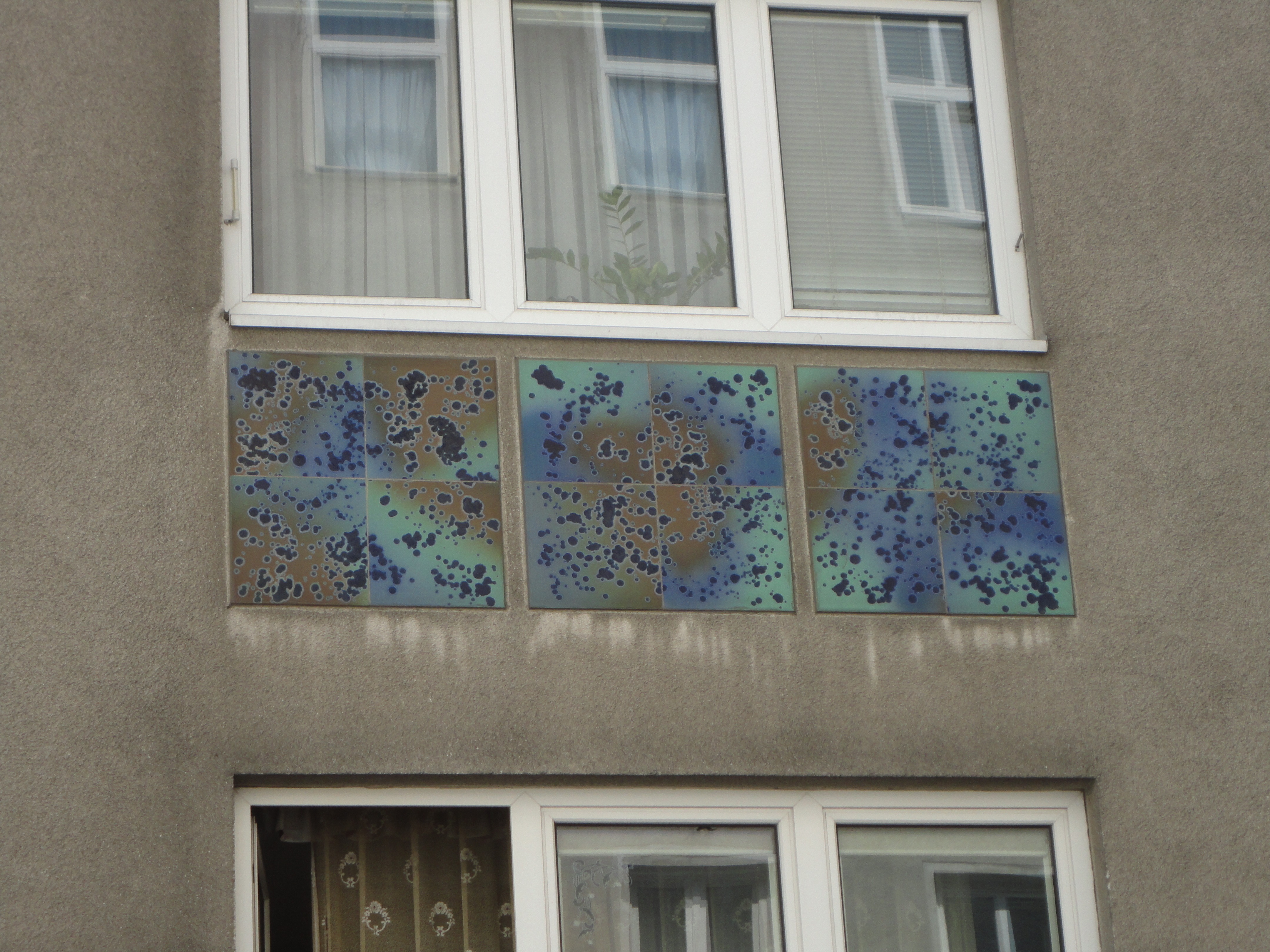
Keramikplatten auf Nr. 4
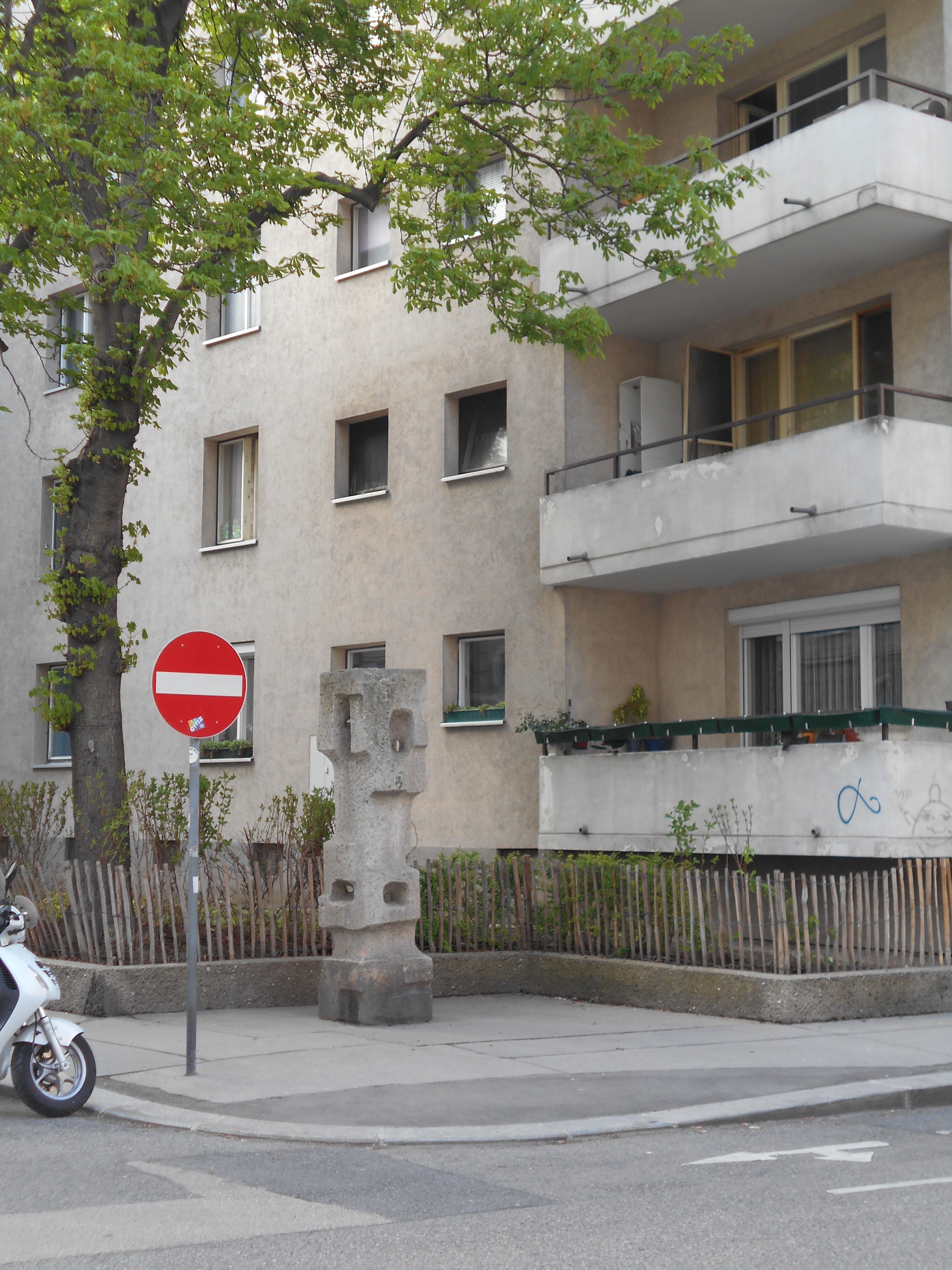
Nr. 18, Skulptur im Vordergrund
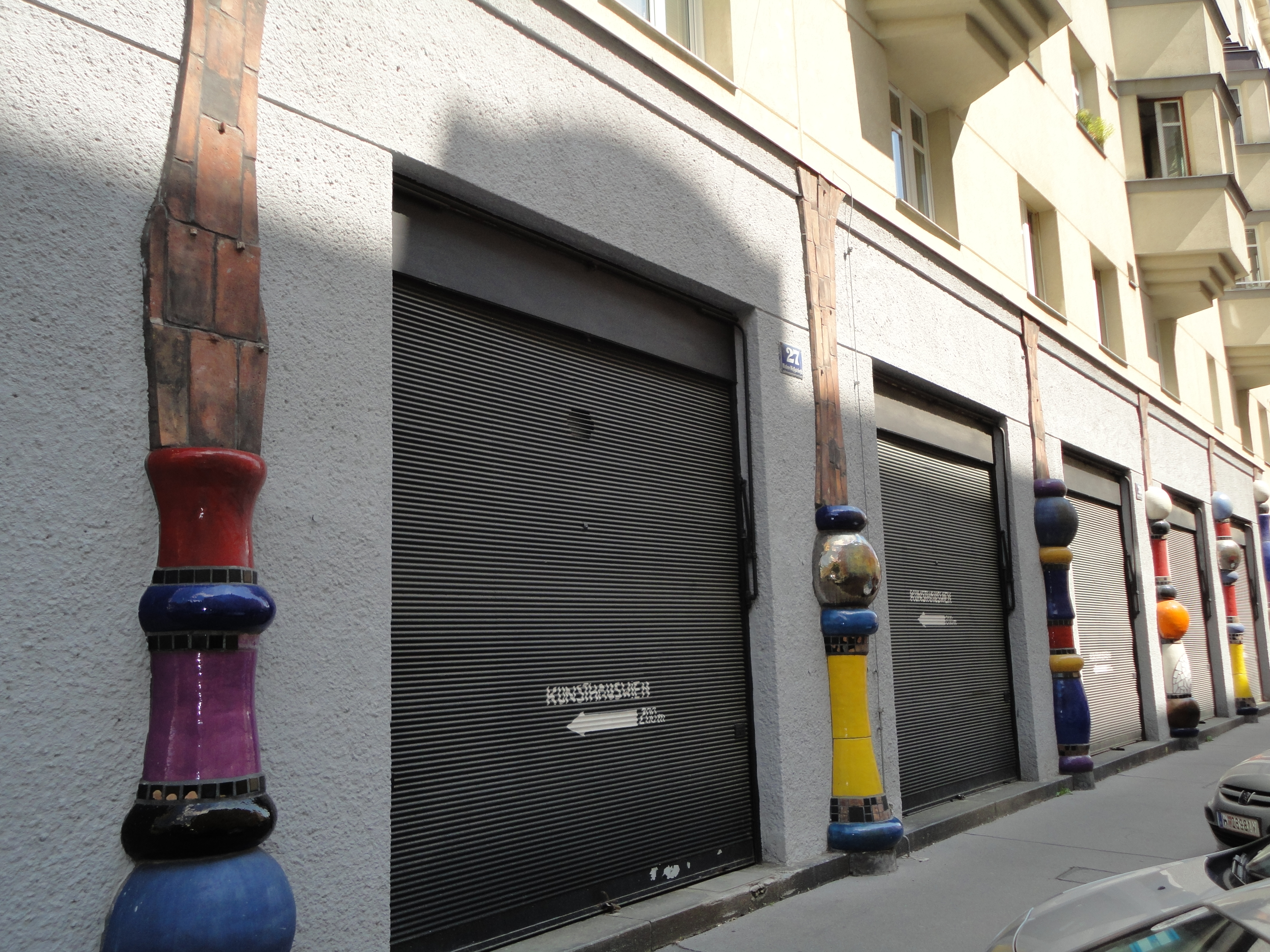
Nr. 23–35: Hundertwasser-Lager und Erker aus der Zwischenkriegszeit
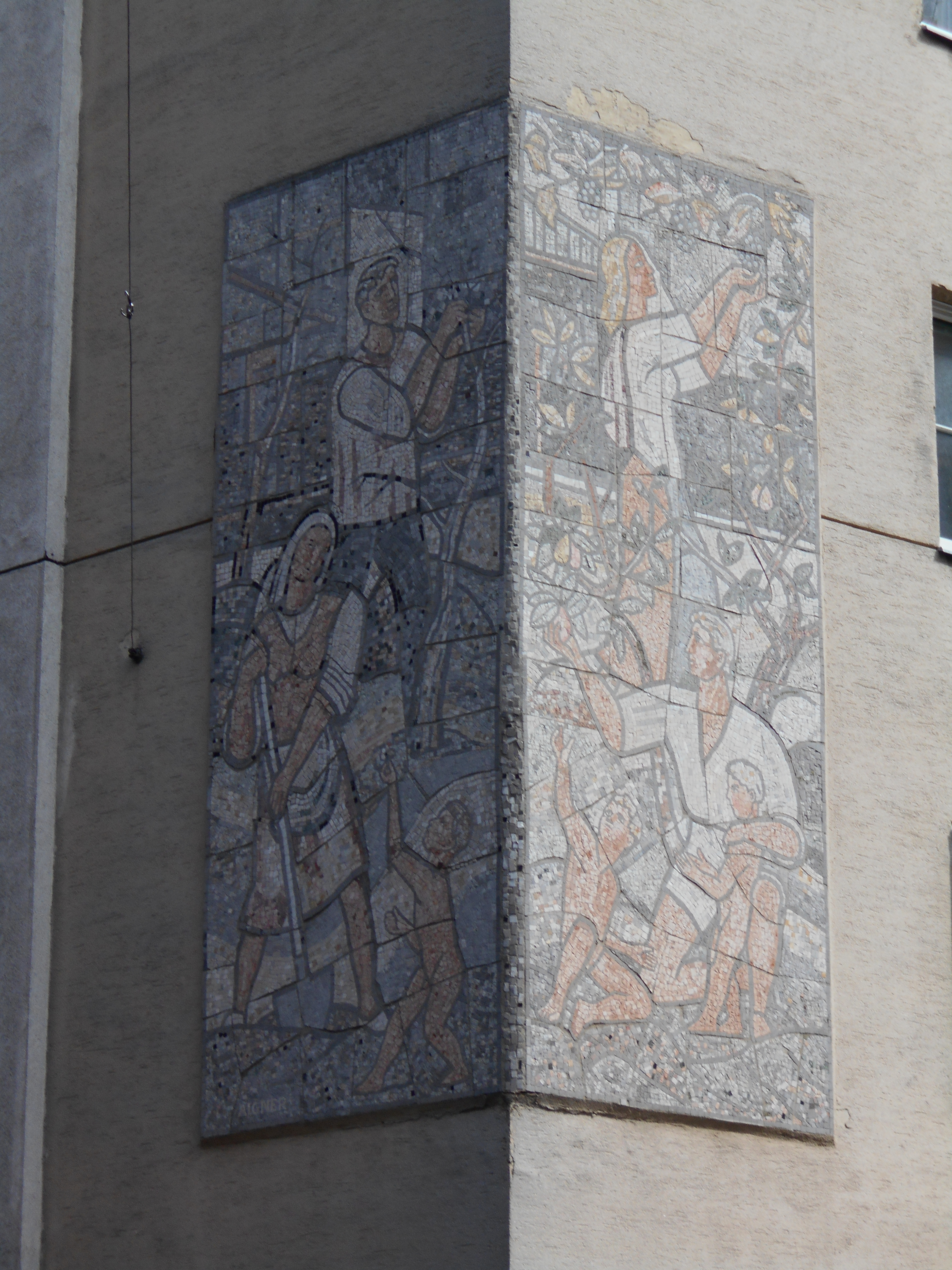
Mosaike auf Nr. 53–59